# Bulldog francés
El bulldog francés es una raza de perro originaria de Francia y establecida como tal a finales del siglo XIX. Fueron criados, por primera vez, por encajeras en Inglaterra y luego en Francia cuando se desplazaron por la Revolución industrial. No obstante, los Estados Unidos y Francia han desempeñado importantes papeles en el desarrollo de esta raza.

## Historia
El bulldog francés es considerado un moloso de talla pequeña. Sus inicios se hallan en Inglaterra, con el bulldog inglés, su pariente más cercano, descendiente de las razas tipo mastín. Y como todos los dogos, su origen se remonta a los molosos de la región de Epiro en Grecia y del Imperio romano.
Es probable que esta raza sea el resultado de diversos cruces entre los toy bulldogs venidos de Gran Bretaña y diversos perros locales. Descendiente de los dogos franceses y del bulldog inglés (mucho más pesado), es resultado de sucesivos cruces que criadores de los barrios populares de París hicieron a finales del siglo XIX con objeto de conseguir una raza ágil y atlética para que fueran buenos perros guardianes .
Inicialmente el bulldog francés fue un perro del pueblo, teniendo como amos a los carniceros y cocheros, más adelante pasó a formar parte de la alta sociedad y el mundo artístico, debido a su aspecto original y su singular carácter, propagándose rápidamente.

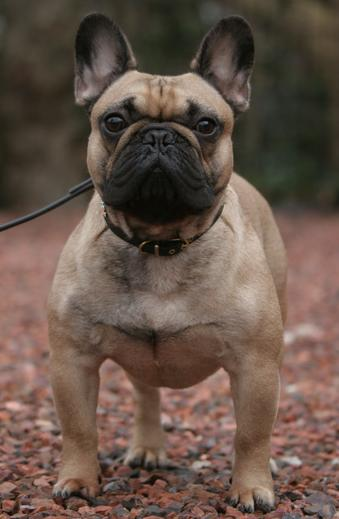
Ejemplar adulto de bulldog francés.

## Aspecto general
- Tipo moloso, de talla pequeña, pelo corto, musculoso, fuerte y compacto.
- Potente para su pequeña estatura, corto, compacto en todas sus proporciones, pelo raso, cara corta, nariz chata, orejas erectas y cola naturalmente corta. Debe tener aspecto de animal activo, inteligente, muy musculoso, de estructura compacta y sólida estructura ósea.
- De cola pequeña, gruesa al principio y anudada al final.
- Otra característica son las "orejas de murciélago". Es la raza canina que más pabellón auricular muestra cuando mira al frente.
- La cabeza debe ser muy fuerte, ancha y cuadrada. La piel forma pliegues y arrugas casi simétricas. Se caracteriza por una contracción del complejo máxilo-facial:  el cráneo ha ganado en anchura, lo que ha perdido de largo.
- Para un bulldog en buenas condiciones, el peso no debe ser menor de 8 kg, ni mayor de 11 kg, ya que el tamaño está en proporción con el peso.

## Estándar de la raza
- Aspecto general: Perro chico, robusto, compacto y sólido con una buena osamenta y una capa corta y lisa. Sin puntos exagerados. El equilibrio es esencial.
- Características: Moloso típico de pequeño tamaño. Con fuerza proporcionada a su pequeño tamaño, de pelo corto, con las orejas erectas y con la cola naturalmente corta.
- Cabeza y cráneo: Cabeza cuadrada, grande y ancha, aunque proporcionada respecto al tamaño del perro. Cráneo casi plano entre las orejas, con la frente abovedada y con la piel suelta formando pliegues y arrugas simétricas. Hocico amplio, profundo y de implantación bastante trasera. Trufa y labios negros. Mandíbula profunda, cuadrada, ancha y con cierre ligeramente retrasado.
- Ojos: Preferiblemente oscuros y en concordancia con el color de la capa. De tamaño moderado, redondeados y ni hundidos medio saltones.
- Orejas: Llamadas de murciélago por los ingleses, de tamaño mediano, anchas en su base y redondeadas en la punta, de implantación alta y portadas tiesas y paralelas.
- Cuello: Corto, ligeramente curvado y sin papada.
- Extremidades anteriores: Patas separadas, con osamenta recta, fuertes, musculosas y cortas.
- Cuerpo: La línea dorsal se eleva progresivamente hasta el nivel del riñón para descender rápidamente hasta la cola. Dorso largo y musculoso. Pecho redondeado y amplio, costillas llamadas de tonel muy redondeadas. Vientre recogido. Estructura cuadrada.
- Extremidades posteriores: Patas traseras fuertes, musculosas y más largas que las delanteras, haciendo que el riñón quede más alto que la cruz.
- Color: Los colores admitidos por el estándar son: leonado (fawn), atigrado (abigarrado o brindle), leonado con manchas blancas moderadas o muy extendidas (pied fawn) y atigrado con manchas blancas moderadas o muy extendidas (pied). Los ejemplares totalmente blancos pueden ser considerados dentro del estándar siempre que tengan pigmentados de negro la nariz y los párpados.[8][9]

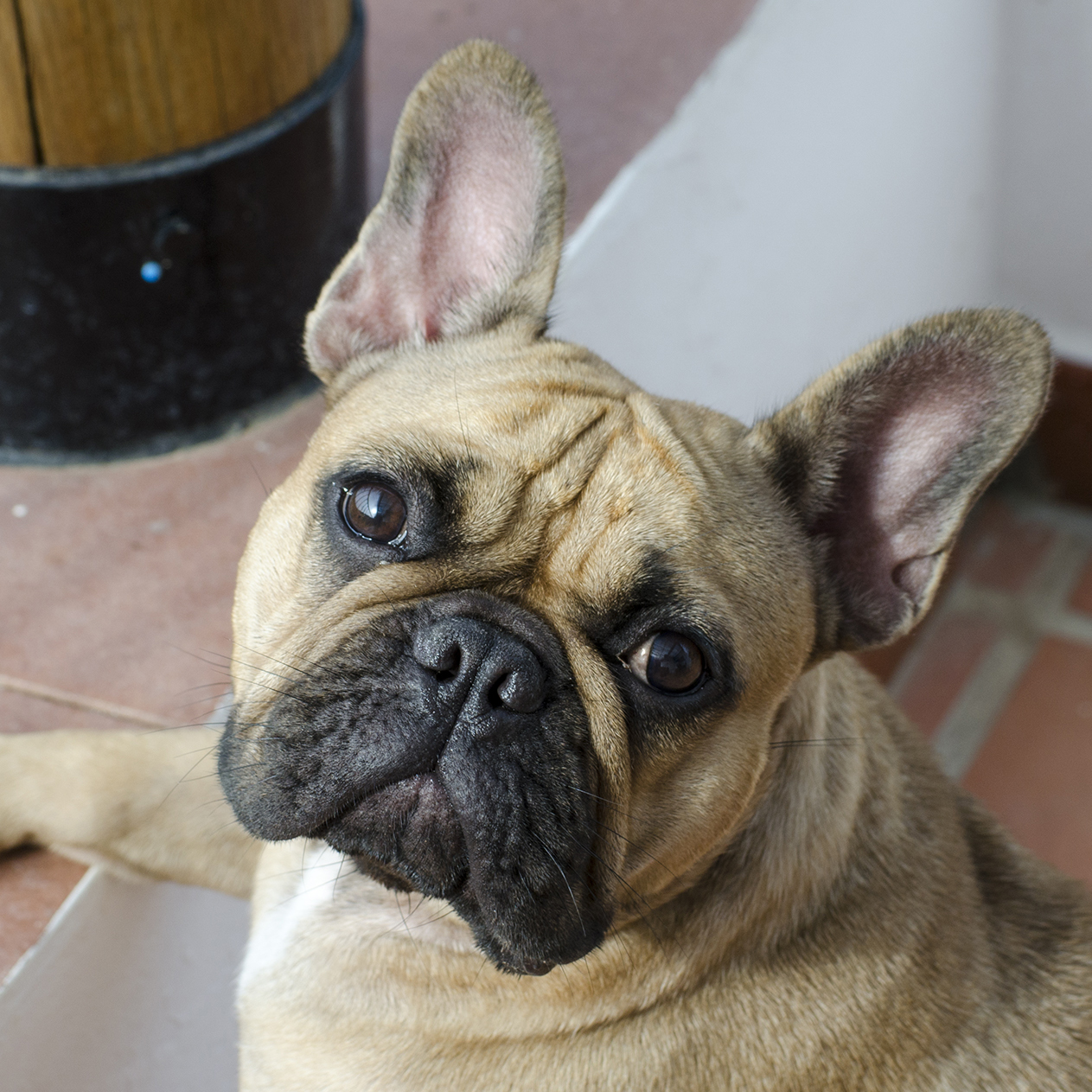
Cara y cabeza de bulldog francés color leonado.

## Descripción
Es ideal para un departamento chico; necesita ejercicio durante unos 40 minutos diarios. No es apto para grandes caminatas ni para llevarlo a correr, pero es un buen animal de compañía, muy juguetón y defensor del dueño. Es un perro familiar, le encanta estar en casa en compañía de sus dueños, es muy flojo y dormilón.

### Carácter
- Sociable, alegre y juguetón.
- Es un perro pequeño, cómico y afable, que sobresale como perro de compañía y que sólo busca afecto.
- Amistosos, excelentes con los niños, compatibles con otras mascotas y además muy adorables.
- Es un perro muy dulce, afectuoso y paciente, afectuoso particularmente con los niños, y muy protector con ellos, especialmente las hembras.
- Esta raza ladra raramente, salvo cuando le hace falta: para llamar la atención, cuando necesita algo o cuando está contrariado.
- Es un buen guardián que ladrará cuando sienta un ruido; es protector con el hogar y con sus dueños, y estará siempre alerta de los peligros.
- Es altamente testarudo por su remanente de perro de presa, por lo que conviene educarlos larga y concienzudamente.
- Es un perro muy nervioso, tiende a roncar y a la acumulación de gases, convive genial con otros perros si es hembra es mejor que conviva con un macho y si es macho con hembras, si se desea como perro de cría se debe tomar en cuenta que el parto es complejo, puesto que su cabeza es bastante grande en relación con el cuerpo, y esto dificulta la expulsión.

### Cuidados
Debido a su adaptabilidad, tranquilidad y a que es poco ladrador, es una raza ideal para la vida en un apartamento o piso. Se adaptan bien a las casas, y al clima frío, ya que son bastante sensibles a las altas temperaturas. Es aconsejable evitar exponerlo al calor intenso y tener siempre agua disponible para hidratarlos pues pueden sufrir de golpes de calor, algunos tienen alergias alimentarias y necesitan piensos especiales adaptados para ellos. El morro chato y el sobrepeso pueden acentuar los problemas respiratorios y de articulaciones.  Se adapta bien a la vida de interior y no necesita hacer mucho ejercicio, aunque como todo perro sí requiere que le saquen a pasear diariamente. 

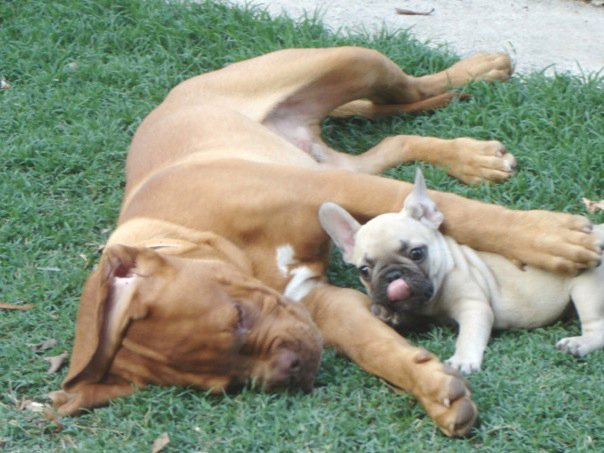
El bulldog francés puede convivir fácilmente con otras razas

## Salud
El sonido que hacen los ronquidos tanto en la noche como de día son característicos de la raza pero si el sonido es exagerado o se ve claramente que al cachorro le cuesta respirar, se trata de un defecto que puede acarrearle graves problemas de salud.
Las complicaciones más frecuentes están relacionadas con desproporciones en el tamaño o exceso de peso y pueden ser tan graves como la dificultad respiratoria, complicaciones cardíacas y problemas de columna. 
Estos problemas no son fáciles de prevenir, puesto que esta raza está muy seleccionada y aunque los cachorros aparentemente sean sanos no se puede prevenir una posible patología futura.
La raza tiene predisposición a desarrollar diversos tipos de cáncer, malformaciones congénitas y alergias en la piel.

### Enfermedades más comunes
Síndrome de Cushing
- Es una patología hormonal, que causa un exceso de corticoesteroides en la sangre. La causa de esta dolencia es la presencia de tumores en las glándulas adrenales, situados cerca de los riñones o en la hipófisis misma, situada en el cerebro.

Leishmaniosis
- La leishmaniosis es un conjunto de enfermedades zoonóticas y antroponóticas causadas por protozoos del género Leishmania. Las manifestaciones clínicas de la enfermedad van desde úlceras cutáneas que cicatrizan espontáneamente, hasta formas fatales en las cuales se presenta inflamación grave del hígado y del bazo.

Esta enfermedad se transmite entre los perros a través de picaduras de mosquitos, que suelen habitar en la zona del mediterráneo principalmente.
Síndrome braquiocefálico
- El Síndrome Braquicefálico (SBC) es un conjunto de alteraciones anatómicas que cursa con una obstrucción de las vías respiratorias superiores. Las tres modificaciones más típicas son el paladar blando elongado, la estenosis de ventanas nasales y la eversión de los sáculos laríngeos. Es una anomalía típica de razas braquiocefálicas como el Bulldog Francés, entre otros. El único tratamiento para reducir estos problemas es de forma quirúrgica,  eliminando tejido nasal para dejar más espacio al aire.

Leptospirosis
- Enfermedad muy grave que afecta a los órganos internos del animal y puede ser transmitida a las personas.

La causa de esta enfermedad es una bacteria normalmente transmitida por roedores, que entra a través de las membranas mucosas y se esparce rápidamente por todo el cuerpo.
Alergias

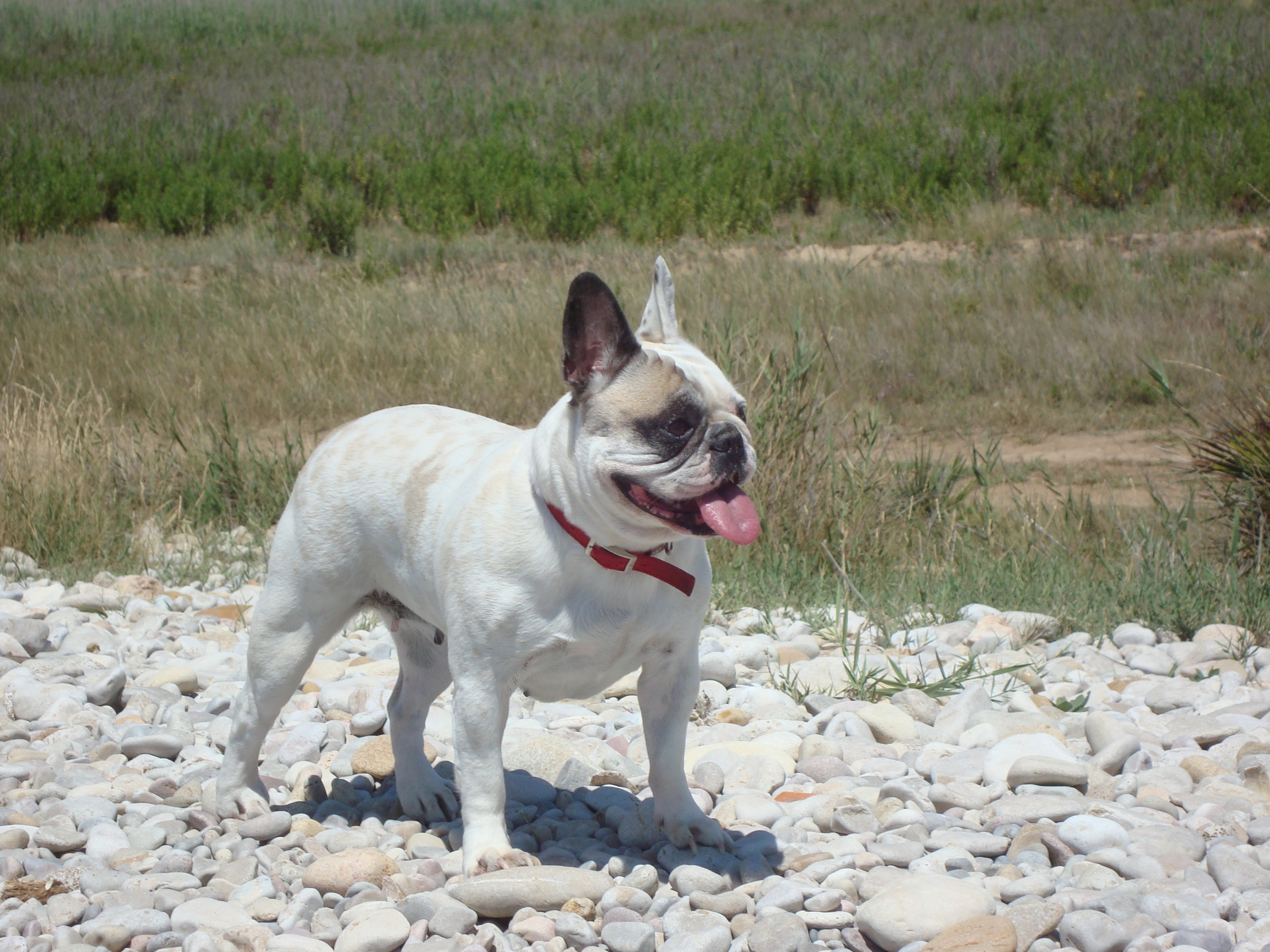
Bulldog francés (Torreblanca, España)

- Suelen ser perros con alergias alimentarias y en la piel, suelen tener dermatitis y problemas con intolerancia a alimentos, es recomendable realizar las pruebas alérgicas al Bulldog Francés si observamos alguna reacción en la piel o en el hocico en la parte de los labios si se torna roja al comer el alimento. Estas pruebas suelen venir bien, ya que pueden ser alérgicos al arroz, al pollo, a la ternera que son los productos base de los piensos de nuestros perros.

Otras afecciones que padece la raza
- Hemivértebras

Una hemivértebra consiste en una malformación congénita que afecta principalmente a razas pequeñas y braquicefálicas, particularmente aquellas con cola corta y retorcida (atornillada). Su origen es probablemente hereditario. La hemivértebra resulta de un desarrollo embrionario inadecuado o incompleto de una vértebra, o bien, de trastornos en la vascularización y osificación de la misma. Las hemivértebras son cuerpos vertebrales en forma de cuña y su vértice puede estar dirigido dorsal, ventral o medialmente a través de la línea media. Ocurre comúnmente en la columna vertebral torácica. La sintomatología se manifiesta de varias formas (aunque es posible que algún animal afectado no presente síntomas): presencia de dolor, teniendo en cuenta que aparece más en animales jóvenes. Frecuentemente los síntomas comienzan a la edad de tres a cuatro meses, se inicia con debilidad en los miembros posteriores, puede haber dolor a la palpación de la espalda al nivel de la hemivértebra. En cachorros que muestran tales síntomas, la parálisis de los miembros traseros puede empeorar, los músculos se atrofian y el control de la vejiga y los intestinos se puede perder, en casos muy avanzados. El diagnóstico definitivo de la hemivértebra se realiza mediante estudio radiológico de la columna vertebral, el tratamiento consiste en la descompresión del cuerpo vertebral afectado junto con un proceso de estabilización de la columna vertebral. Para la detección o evitar avances de la afección debería, de forma preventiva, hacerse una radiografía de columna a temprana edad y, de ser necesario, continuar con indicaciones de profesionales.